# Nazistdockorna
Nazistdockorna är en italiensk nazisploitationfilm från 1977 regisserad av Mario Caiano, med bland andra Sirpa Lane, Giancarlo Sisti, Christiana Borghi och Piero Lulli i rollerna. Dess engelska titel är Nazi Love Camp 27.